# Sierra de Callosa de Segura
Sierra de Callosa de Segura este o arie protejată (sit de importanță comunitară — SCI) din Spania întinsă pe o suprafață de 663,53 ha, integral pe uscat.

## Localizare
Centrul sitului Sierra de Callosa de Segura este situat la coordonatele 38°07′40″N 0°54′14″W / 38.1278°N 0.9039°V.

## Înființare
Situl Sierra de Callosa de Segura a fost declarat sit de importanță comunitară în decembrie 1997 pentru a proteja 1 specie de plante și 12 specii de animale.

## Biodiversitate
Situată în ecoregiunea mediteraneană, aria protejată conține 5 habitate naturale: Matorral arborescenți cu Zyziphus, Pseudostepă cu ierburi și specii anuale de Thero-Brachypodietea, Pajiști carstice calcaroase sau bazofile, de Alysso-Sedion albi, Pante stâncoase calcaroase cu vegetație casmofită, Tufărișuri termo-mediteraneene și de pre-deșert.
La baza desemnării sitului se află mai multe specii protejate:
- plante (1): Sideritis incana subsp. glauca
- păsări (9): buha (Bubo bubo), șerpar (Circaetus gallicus), șoim călător (Falco peregrinus), Galerida theklae, Hieraaetus fasciatus, ciocârlie de pădure (Lullula arborea), Oenanthe leucura, Pyrrhocorax pyrrhocorax, silvie de tufiș (Sylvia undata)
- mamifere (3): liliac cu urechi de șoarece (Myotis blythii), liliac comun (Myotis myotis), liliacul mare cu potcoavă (Rhinolophus ferrumequinum)

Pe lângă speciile protejate, pe teritoriul sitului au mai fost identificate 1 specie de plante.